# Zuidelijke witstuitbabbelaar
De zuidelijke witstuitbabbelaar (Turdoides hartlaubii) is een zangvogel uit de familie Leiothrichidae. Deze vogel is genoemd naar de Duitse ornitholoog Gustav Hartlaub die eerder twee andere soorten in dit geslacht had beschreven, namelijk de zwartteugelbabbelaar (T. melanops) en de naaktwangbabbelaar (T. gymnogenys).

## Verspreiding en leefgebied
Deze soort komt voor in centraal Afrika en telt twee ondersoorten:
- T. h. hartlaubii: van oostelijk Congo-Kinshasa en Rwanda tot centraal Angola en noordoostelijk Namibië.
- T. h. griseosquamata: van het westelijke deel van Centraal-Zambia tot noordelijk Botswana en westelijk Zimbabwe.

## Status
De grootte van de populatie is niet gekwantificeerd maar de soort wordt omschreven als algemeen tot zeer talrijk. Op de Rode lijst van de IUCN heeft deze soort de status niet bedreigd.